# YOLO (serie animata)
YOLO è una serie televisiva animata statunitense-australiana del 2020, creata da Michael Cusack.
Racconta le surreali disavventure di due amiche di nome Rachel e Sarah mentre attraversano la strana terra dell'Australia.
La serie viene trasmessa negli Stati Uniti su Adult Swim dal 9 agosto 2020. Un'anteprima dell'episodio pilota è stata mostrata precedentemente sulla rete come parte della tradizione annuale del Pesce d'aprile di Adult Swim. La serie è stata rinnovata per una seconda stagione intitolata YOLO: Silver Destiny che viene trasmessa dal 22 gennaio 2023.

## Trama
La serie segue le avventure delle amiche Rachel e Sarah. Attraversando l'Australia, Sarah tenta di avere l'accettazione sociale dimostrando il suo amore mentre Rachel non fa altro che organizzare feste e fare caos.

## Episodi
| Stagione         | Episodi | Prima TV USA | Prima TV Italia |
| ---------------- | ------- | ------------ | --------------- |
| Prima stagione   | 8       | 2020         | inedita         |
| Seconda stagione | 8       | 2023         | inedita         |
| Terza stagione   | 8       | 2025         | inedita         |

## Personaggi e doppiatori
- Rachel, doppiata da Todor Manojlovic.
- Sarah, doppiata da Sarah Bishop.
- Lucas, doppiato da Michael Cusack.

## Trasmissione internazionale
- 10 agosto 2020 negli Stati Uniti su Adult Swim;
- 10 settembre 2020 nel Regno Unito su E4;
- 17 maggio 2021 in Africa su Showmax;[5]
- 28 maggio 2022 in Australia su Stan.[6]